# Miranda Rae Mayo
Miranda Rae Mayo é uma atriz norte-americana. Fez de Lacey Briggs na série Blood & Oil (2015) e atualmente é uma das personagens principais de Chicago Fire, a Tenente Stella Kidd (2016-presente).

## Vida e carreira
Mayo nasceu em Fresno, Califórnia e começou a sua carreira de atriz aparecendo em produções teatrais locais e na sua escola, Roosevelt High School. Mudou-se para Los Angeles e começou uma carreira como modelo antes da sua estreia na televisão. Em 2011, Mayo apareceu num episódio da série da NBC Law & Order: LA.
Em 2013, conseguiu um papel recorrente na comédia da BET The Game. No ano a seguir juntou-se ao elenco de Days of Our Lives como Zoe Browning. Apareceu na série como personagem recorrente de agosto de 2014 a julho de 2015. No iníco de 2015, Mayo teve um papel recorrente como Talia Sandoval durante a quinta temporada da série da Freeform Pretty Little Liars.
Em 2015 apareceu na segunda temporada da antologia da HBO True Detective, e teve um papel recorrente na série da Showtime The Affair onde fazia de novo interesse amoroso da personagem de Joshua Jackson. No mesmo ano, Mayo conseguiu um papel regular na série da ABC Blood & Oil como Lacey Briggs, filha do magnata do petróleo Hap Briggs (Don Johnson).
Em 2016, juntou-se ao elenco de Chicago Fire como Stella Kidd, uma bombeira novata. Miranda vive atualmente em Los Angeles, Califórnia.

## Filmografia

### Filmes
| Ano  | Título                      | Papel       | Notas          |
| ---- | --------------------------- | ----------- | -------------- |
| 2011 | Inside                      | Emma Hickox |                |
| 2012 | How Your P*ssy Works        |             | Curta-metragem |
| 2014 | The Black Bachelor          |             | Curta-metragem |
| 2015 | We Are Your Friends         | Courtney    | Não creditada  |
| 2015 | The Girl in the Photographs | Rose        |                |
| TBA  | Going Places                | Jules       | Em filmagens   |

### Televisão
| Ano          | Título              | Papel             | Notas                                                                                 |
| ------------ | ------------------- | ----------------- | ------------------------------------------------------------------------------------- |
| 2011         | Law & Order: LA     | Anna              | Episódio: "El Sereno"                                                                 |
| 2011         | Supah Ninjas        | Assistant         | Episódio: "The Magnificent"                                                           |
| 2013         | The Game            | Patreece Sheibani | Papel recorrente; 5 episódios                                                         |
| 2013         | American Caravan    |                   | Série de TV que não chegou a ir para o ar                                             |
| 2013—2015    | Days of Our Lives   | Zoe Browning      | Papel regular; 15 episódios                                                           |
| 2015         | Stuck!              | Brooke            | Papel principal; 9 episódios                                                          |
| 2015         | Pretty Little Liars | Talia Sandoval    | Papel recorrente; 7 episódios                                                         |
| 2015         | True Detective      | Vera Machiado     | Papel recorrente; 2 episódios                                                         |
| 2015         | Blood & Oil         | Lacey Briggs      | Papel principal; 10 episódios                                                         |
| 2016–present | Chicago Fire        | Stella Kidd       | Papel recorrente (temporada 4), Papel principal (temporada 5–presente); 161 episódios |
| 2018         | Chicago Med         | Stella Kidd       | Episódio: "When to Let Go"                                                            |
| 2019         | Chicago P.D.        | Stella Kidd       | Episódio: "Infection: Part III"                                                       |